# 滝川資清
滝川 資清（たきがわ すけきよ、生没年不詳）は、戦国時代の武将。通称は八郎、久助、滝川三郎。または滝川一勝とも。父は滝川貞勝と伝わり、滝川一益の父親とも言われるが、定かではない。

## 生涯
紀氏、または伴氏の末裔であり、近江国甲賀郡大原村の土豪であったとされるが、詳細は不明である。元々は高安氏を称していたが、嫡子範勝に居城を譲り、自身は滝城に分家して滝川氏となったとされる。のちに次子の一益に城主の座を譲った。